# Christian Rasmussen (1815-1894)
 Der er flere personer med dette navn, se Christian Rasmussen.
Christian Rasmussen (29. juni 1815 – 14. oktober 1894) var en dansk gårdejer og politiker.
Rasmussen var gårdejer i Ryslinge. Han vandt sig tidlig en stor anseelse på Fyn ved sin hæderlige karakter, sin dygtighed og sit besindige væsen, og han blev en meget dygtig sognefoged og et virksomt og nyttigt medlem af landøkonomiske og kommunale råd. Med det navn, han havde erhvervet sig, var det let at forudse, at han også måtte blive udset til politiske tillidsposter; men han holdt sig længe tilbage. Først i 1861 stillede han sig ved folketingsvalget i Sønder Broby og sejrede her over de to senere folketingsmænd, gårdejer Michael Pedersen og borgmester Christopher Krabbe. Ved valget til Rigsrådets Folketing i 1864 blev han imidlertid slået af pastor Vilhelm Birkedal, der den gang stod i sin fulde glans, men ved valget få måneder efter til Rigsdagens Folketing var det Rasmussen, der vandt sejr over Birkedal. Så under grundlovskampen i 1866 slog Sofus Høgsbro Rasmussen, og denne søgte ikke senere valg til Folketinget. Derimod valgtes han umiddelbart efter til medlem af Landstinget, og dette valg bekræftedes efter grundlovsrevisionen i oktober 1866. Ved omvalget i 1870 trak han sig tilbage, men udnævntes derefter den 12. december 1873 til kongevalgt medlem af tinget, hvor han sad til sin død 1894.
Nogen ivrig deltager i debatten var Rasmussen aldrig, men når han har talt, har det altid været sundt og godt. I udvalgene blev han rost han for flid og omhyggelighed. Han er en begavet bonde med et klart og praktisk Blik, og han var fra karakterens side en hædersmand. Der var noget så fast, så tillidsindgydende og nobelt over hele hans person, som man sjælden finder, og han blev mere en en gang udpeget som en type på en bonde af den bedste slags. Hans Ansigt er åbent og tiltalende, hans væsen mildt og beskedent, og hans skikkelse kraftig og skuttet. Både modstandere og meningsfæller ydede ham agtelse og hengivenhed, og han kunne let omgås alle. Alt hvad der er bram og brask, at opstyltethed og bulder hadede han, og selv gik han solidt og sindig samt helst ubemærket sin gang. Han nød megen anseelse i tinget, som valgte ham til medlem af Rigsretten.
Han blev far til politikerne Lars Christiansen og Rasmus Christiansen.